# Solitaire des Andes
Myadestes ralloides
Espèce
Statut de conservation UICN

 LC  : Préoccupation mineure
Le Solitaire des Andes (Myadestes ralloides) est une espèce d’oiseaux de la famille des Turdidae.
Il vit dans la moitié nord des Andes.

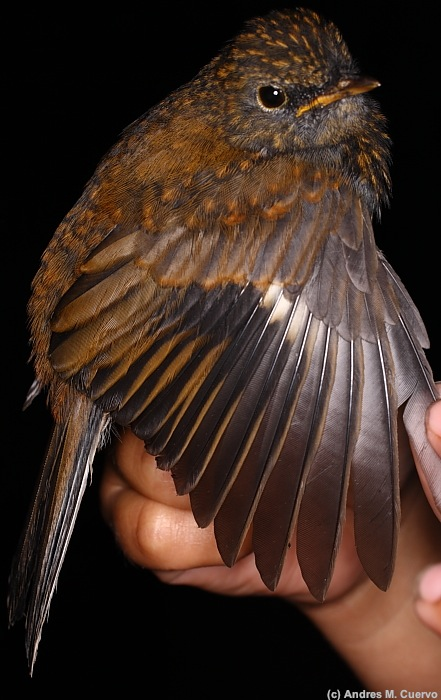
Juvénile